# منظار الحركة

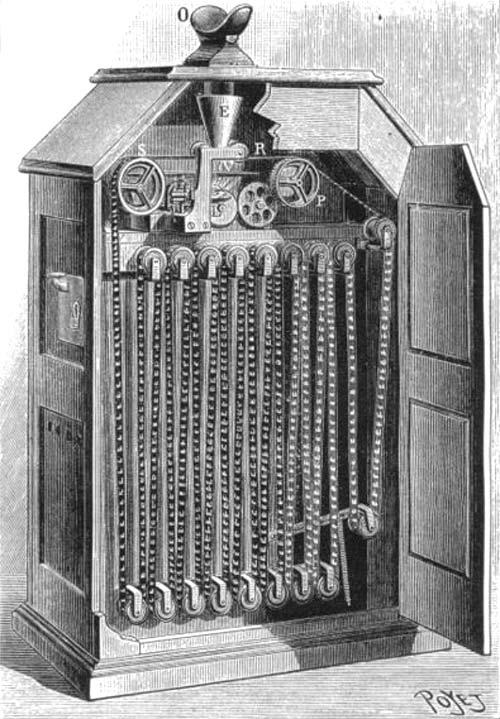

منظار الحركة هو اختراع يقوم بعرض الصور المتسلسلة بطريقة أكثر فاعلية وأقل تكلفة من الاختراعات التي سبقته. صاحب فكرة هذا المشروع هو توماس أديسون، والمطبق الحقيقي هو وليام ديكسون. وقد وجد المشروع عام 1891م.

## القصة
اخترع إدوارد مايبريدج باختراع الزوبراكسكوب عام 1879م وقد كان يعلم بأن مختبرات أديسون لديها القدرة على اختراع ما هو أفضل. يقال أن أديسون راودته أفكار عن هذا الموضوع من قبل 1888م، ولكن من الأكيد أن زيارة إيدويرد مايبريدج إلى مختبرات أديسون كان محفزًا له ليبدأ على المشروع. كانت فكرة إيدويرد أن يقوم تحالف بينه وبين أديسون ليتم دمج اختراعيهما الزوبراكسكوب والفونوغراف. إلا أن أديسون رفض هذه الشراكة لعلمه بأن الزوبراكسكوب لم يكن بتلك الفاعلية. فقام أديسون بتسجيل الاختراع وبدء المشروع.

## المخترع الحقيقي
يقال بأن المخترع الحقيقي لهذا الاختراع هو مساعد توماس أديسون: وليام ديكسون. حيث أن أديسون أتى بالفكرة ولكن ديكسون هو الذي وضعها على أرض الواقع.

## آلية العمل
تعمل آلة الكينتوسكوب عن طريق تحرك شريط متحرك بين لمبة وعدسة بينما ينظر الإنسان من فتحة خاصة. وتعمل العجلة الدوارة في الآلة كمصراع لتمكن الآلة من عرض 46 صورة في الثانية. والنتيجة تكون عرض شبه حقيقي للحياة.